# Макарова, Екатерина Валерьевна
Екатери́на Вале́рьевна Мака́рова (род. 7 июня 1988, Москва, СССР) — российская теннисистка. Олимпийская чемпионка 2016 года в паре с Еленой Весниной. Победительница четырёх турниров Большого шлема (три — в парном разряде, один — в миксте); финалистка пяти турниров Большого шлема (четыре — в парном разряде, один — в миксте); полуфиналистка двух турниров Большого шлема в одиночном разряде; победительница Итогового турнира WTA (2016) в парном разряде; победительница 18 турниров WTA (три — в одиночном разряде); бывшая восьмая ракетка мира в одиночном разряде; бывшая первая ракетка мира в парном разряде; обладательница Кубка Федерации (2008) в составе национальной сборной России; полуфиналистка одиночного турнира Orange Bowl (2004).
Заслуженный мастер спорта России.

## Общая информация
Екатерина — одна из двух детей Ольги и Валерия Макаровых; её брата зовут Андрей.
Уроженка Москвы пришла в теннис в шесть лет. На корте Макарова предпочитает действовать у задней линии, любимое покрытие — хард, любимый турнир — Открытый чемпионат США.

## Спортивная карьера

### Юниорские годы
Первые выступления в юниорском туре Екатерины датируются мартом 2002 года. На этом уровне относительно быстро удаётся начать показывать результаты — к концу 2003-го она входит в топ-50 сильнейших юниорок как в парном, так и в одиночном разрядах. В декабре 2004 года Макарова добивается своего главного достижения в юниорском теннисе — пройдя среди прочих Регину Куликову, Каролину Возняцки и Монику Никулеску Екатерина добралась до полуфинала престижного Orange Bowl. В 2005 году россиянка доходит до четвертьфинала на юниорском Уимблдоне (обыграв Ярмилу Грот, но проиграв Агнеш Савай); отмечается в полуфинале юниорского чемпионата Европы (обыграв Юлию Гёргес, но проиграв всё той же Никулеску). Этот же год был отмечен несколькими парными успехами: в мае, в дуэте с Евгенией Родиной, выигран парный турнир на престижном итальянском Trofeo Bonfiglio. Позже, в паре с Аллой Кудрявцевой был взят титул на чемпионате Европы. В середине 2006 года Макарова завершила юниорскую карьеру. Её пиковый рейтинг был достигнут 8 августа 2005 года, когда она стала 20-й ракеткой мира в комбинированном рейтинге.

### Начало взрослой карьеры
С июня 2003 начались выступления россиянки в соревнованиях взрослого тура. В дебютном матче на 10-тысячнике из цикла ITF в Электростали Екатерина обыграла 410-ю ракетку мира Ирину Булыкину. В мае 2004 года Макарова выиграла свой первый взрослый турнир, победив на соревнованиях низшего уровня цикла ITF в турецкой Анталии. В августе Екатерина выиграла своё первое парное соревнование — в альянсе с Екатериной Косминской был взят 25-тысячник ITF в Москве. Серия неплохих результатов в первый же полный год в туре позволяет россиянке занять место в топ-400 ведущих одиночниц мира. Два полуфинала на 25-тысячниках ITF в Рэдбридже и Санкт-Петербурге в начале 2005 года позволили россиянке впервые попасть в число трёхсот ведущих одиночниц мира. Вскоре последовала первая победа над игроком топ-200 — на пути к полуфиналу апрельского 75-тысячника ITF во французском Кань-сюр-Мере Макарова обыграла тогдашнюю № 133 Анастасию Екимову и № 104 Юлию Шруфф. Немногим позже ей удалось выйти на новый рубеж в парных соревнованиях — на августовском 50-тысячнике ITF в Римини россиянка (вместе с Дарьей Кустовой) дошла до финала. В августе Макарова впервые сыграла в квалификации на соревнованиях Большого шлема: в отборочных раундах на Открытый чемпионат США 17-летняя россиянка обыгрывает Ванессу Хенке, но уже в следующем матче уступает Шихе Уберой. В октябре Макарова впервые обыграла игрока топ-100 — в квалификации Кубка Кремля была повержена Михаэла Паштикова. Год завершился на соревнованиях в Дубае, где москвичка (в паре с Ольгой Пановой дошла до финала местного 75-тысячника ITF. Екатерина завершила год в топ-300 одиночного и парного рейтингов.

### 2006—2008 (попадание в топ-50)
В 2006 году Макарова не смогла выиграть титулы на одиночных турнирах, зато ей удалось провести несколько удачных парных соревнований и выиграть 4 соревнования из женского цикла ITF. Благодаря этому сезон удалось завершить в топ-150 парного рейтинга. В 2007 году результаты Макаровой улучшились в одиночном разряде — после выхода в четвертьфинал 25-тысячника в испанском Торренте (в конце апреля) Екатерина впервые поднялась в топ-200 в одиночном рейтинге. В июле россиянка впервые пробилась в основной турнир одиночного соревнования WTA-тура — в Лос-Анджелесе (дебют в парах состоялся за неделю до этого в Сан-Диего). Правда выиграть первый же матч в основе не удалось — Елена Дементьева позволила соотечественнице взять за матч лишь 4 гейма. На Открытом чемпионате США россиянка впервые пробилась в основное соревнование турнира Большого шлема. Начав турнир с квалификации, Макарова доходит до третьего круга, обыграв Юлию Шруфф и Ай Сугияму, но уступив Жюстин Энен.
Сезон 2008 года стал для Екатерины переходным на новый уровень — впервые она начала сезон с соревнований WTA-тура. На Открытый чемпионат Австралии россиянка повторила успех американского турнира Большого шлема и вновь вышла в третий раунд (обыграны Агнеш Савай и Ивонн Мойсбургер). Это выступление позволило ей впервые подняться в первую сотню мирового рейтинга. В следующей части сезона москвичка сосредоточилась на наборе очков в квалификациях и первых раундов крупных турниров WTA. В мае она впервые вышла в парный финал на соревнованиях ассоциации, сыграв его в дуэте с Алисой Клейбановой на грунтовом турнире в Фесе. На дебютном в основе Открытом чемпионате Франции Екатерина вышла во второй раунд. В июне ей удалось блеснуть на травяном турнире в Истборне. Начав турнир с отбора, Макарова дошла до четвертьфинала, обыграв в основной сетке Веру Душевину и Веру Звонарёву. После этого россиянка поднялась в топ-50 мирового рейтинга.
На дебютном для себя в основной сетке Уимблдонском турнире 2008 года Макарова проиграла впервом раунде одиночных соревнований, однако в парах смогла выйти в четвертьфинал в партнёрстве с Селимой Сфар из Туниса. В июле она сыграла второй парный финал в сезоне на турнире в Портороже (с Верой Душевиной). В августе Макаровой вновь удалось хорошо сыграть на Открытом чемпионате США, пройдя в третий раунд. Екатерина на старте обыграла девятую ракетку мира Анну Чакветадзе и, таким образом впервые смогла одержать победу над теннисисткой из первой десятки. В сентябре Екатерина дебютировала в составе сборной России в розыгрыше Кубка Федерации и сразу в победном финале против сборной Испании. Лучшим результатом осени для неё стал выход в четвертьфинал турнира в Сеуле. Год завершился на 48-й строчке одиночного рейтинга и 62-й — парного.

### 2009—2010 (первый титул WTA)

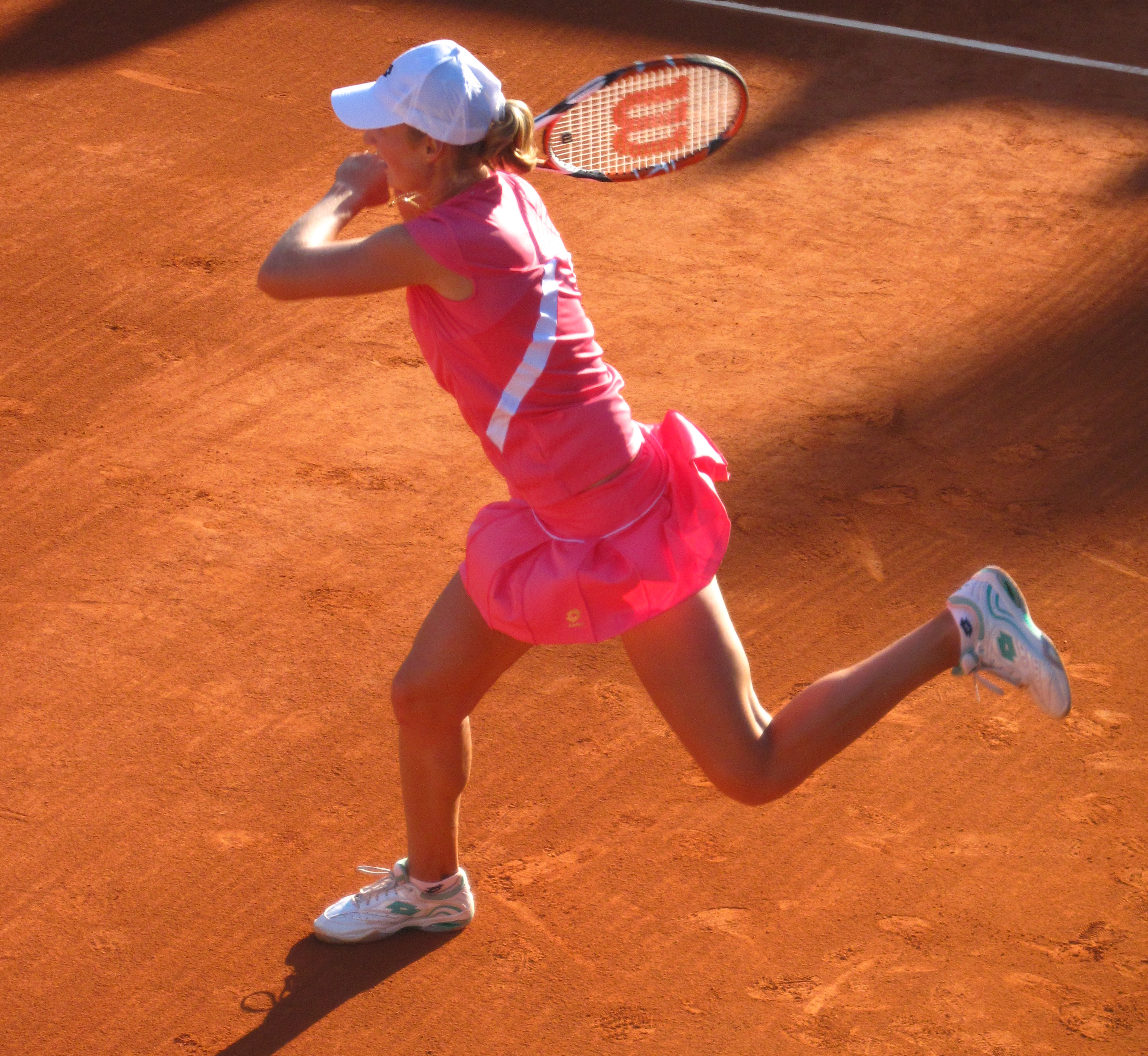
Макарова на кортах
Ролан Гаррос в 2009 году.

На Открытом чемпионате Австралии 2009 года Макарова вышла во второй раунд. Больше одной победы подряд она впервые в сезоне одержала весной — Екатерина дошла до 4 раунда в Майами (пройдя в том числе Ай Сугияму и Надежду Петрову). В мае Макарова добралась до своих первых финалов на одиночных соревнованиях ассоциации — сначала в Фесе, а затем в Оэйраше. В первом из финалов она разгромно проиграла Анабель Медине Гарригес со счётом 0-6, 1-6. Но без дебютного титула WTA с турнира в Фесе она не уехала — Макарова в паре с Алисой Клейбановой победила в парных соревнованиях. В Оэйраше в финале Макарова проиграла Янине Викмайер — 5-7, 2-6. Накануне Ролан Гаррос она поднялась на 38-ю строчку в одиночном рейтинге, однако на самом парижском турнире выбыла уже в первом раунде.
В июне 2009 года россиянка дошла до четвертьфинала в Истборне, пройдя по ходу экс-1-ю ракетку мира Амели Моресмо. На Уимблдоне она вышла во второй раунд в одиночном и в четвертьфинал в парном разряде (с Алисой Клейбановой). На Открытом чемпионате США дуэт Клейбановой и Макаровой смог достичь полуфинала, обыграв по ходу пару Медина Гарригес и Руано Паскуаль и уступив только сёстрам Уильямс. В октябре в паре с ещё одной россиянкой Аллой Кудрявцевой) москвичка доходит до финала крупнейшего турнира премьер-серии в Пекине. По итогам сезона Макарова стала 60-й ракеткой мира в одиночках и 20-й в парах.
На Открытом чемпионате Австралии 2010 года Макарова смогла хорошо выступить в миксте. Она впервые сыграла в финале на турнире Большого шлема, попав туда в команде с чехом Ярославом Левинским. Однако титул с первой попытки ей не покорился — дуэт Ярослава и Екатерины проиграл опытной паре Леандер Паес и Кара Блэк (5-7, 3-6). В целом первая половина сезона сложилась для Макаровой неудачно. Она постоянно выбывала на ранних стадиях турниров. На начало июня россиянка потеряла место в сотне сильнейших одиночниц мира. В июне она сломала неприятную тенденцию на травяном турнире в Истборне. Здесь она смогла завоевать первый в карьере одиночный титул WTA. Турнир россиянка начала с квалификации, а на стадии полуфинала выиграла № 7 в мире Саманту Стосур (7-6(5), 7-5). В финале Екатерина переиграла Викторию Азаренко (7-6(5), 6-4). Этот результат разом поднял её на 67-ю строчку одиночного рейтинга. Однако этот всплеск стал единственным в сезоне. До его конца Макарова лишь один раз вышла в четвертьфинал в одиночках — в октябре на турнире в Сеуле. Год завершился на 72-й строчке рейтинга.

### 2011—2012 (прорыв в топ-20)

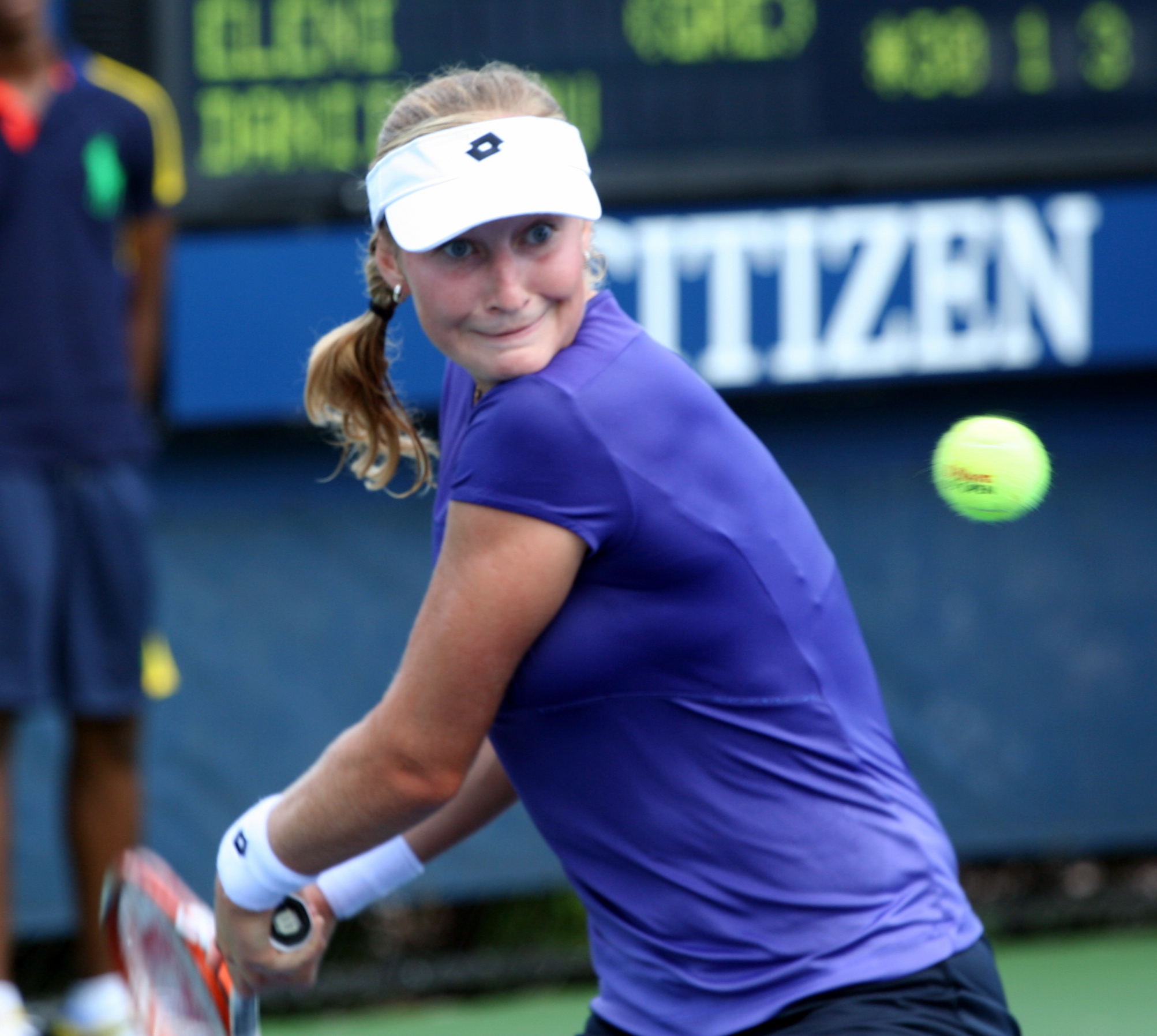
Макарова на Открытом чемпионате США в 2012 году.

На Открытом чемпионате Австралии 2011 года Макарова впервые прошла в четвёртый раунд, обыграв в третьем № 7 в мире Веру Звонарёву. В феврале на премьер-турнире в Париже она смогла выйти в парный финал в команде с Верой Душевиной. В мае на Открытом чемпионате Франции Макарова, как и в Австралии, смогла доиграть до четвёртого раунда. Это позволило россиянке подняться в топ-30. В дальнейшем, не сумев полностью защитить завоевания прошлого сезона, Макарова постепенно опускается в шестой десяток одиночного рейтинга. На Уимблдоне и Открытом чемпионате США она выбыла уже в первом раунде одиночных соревнований. В концовке сезона Екатерина в дуэте с Луцией Градецкой сыграла в парном финале в Люксембурге.
На Открытом чемпионате Австралии 2012 года Макарова выступила хорошо — она впервые сыграла в четвертьфинале Большого шлема в одиночном разряде. В третьем раунде она обыграла № 7 в мире Веру Звонарёву, а в четвёртом оказалась сильнее Серены Уильямс. На пути к полуфиналу Екатерина проиграла Марии Шараповой. Также до четвертьфинала в Австралии она добралась и в парах совместно с Алисой Клейбановой. Из-за небольших проблем со здоровьем россиянка пропустила весь февраль и вернулась на соревнования в марте в Индиан-Уэлсе. На следующем после него престижном турнире в Майами Макарова смогла доиграть до четвёртого раунда, вновь проиграв только Шараповой. В мае ещё на одном турнире высшей категории Премьер в Мадриде она сыграла в финале парных соревнований в партнёрстве с Еленой Весниной. На турнире серии премьер 5 в Риме их дуэт также сыграл в финале. Таким образом, Веснина становиться основной партнёршей Макаровой по парным выступлениям. На Ролан Гаррос и Уимблдоне их пара смогла дойти до четвертьфинала. Между этими турнирами Макарова в июне смогла ещё выйти в четвертьфинал в Истборне, где в первом раунде нанесла поражение № 4 в мире Петре Квитовой (7-5, 6-4).
На Олимпийском турнире 2012 года в Лондоне Веснина и Макарова выступили в парном разряде и доиграли до четвертьфинала, уступив дуэту Лиза Реймонд и Лизель Хубер из США. На Открытом чемпионате США Макарова доиграла до третьего раунда в одиночках, проиграв на этой стадии Серене Уильямс. Успех на турнире пришёл к ней в миксте, где в паре с бразильцем Бруно Соаресом россиянка уверенно прошла по сетке, попутно переиграв пары с участием обоих братьев Брайанов. Макарова и Соарес дошли до финала, где на решающем тай-брейке победили пару Квета Пешке и Марцин Матковский и завоевали свой первый титул Большого шлема. В сентябре Макарова вышла в полуфинал турнира в Сеуле. На крупнейшем турнире премьер-серии в Пекине дуэт Весниной и Макаровой выиграл парные соревнования. Следующий совместный титул они завоевали на домашнем турнире в Москве. В октябре Макарова смогла войти в топ-20 в одиночном рейтинге WTA и подняться на 11-ю строчку в парном рейтинге, сохранив завоёванные позиции до конца сезона.

### 2013—2014 (полуфинал в США и два титула Большого шлема в парах)
В январе 2013 года Макарова второй год подряд прошла в 1/4 финала. Для этого потребовалось обыграть в четвёртом раунде № 5 в мире Анжелику Кербер (7-5, 6-4). В борьбе за полуфинал, как и год назад, она проиграла Марии Шараповой. В парном розыгрыше совместно с Весниной она смогла выйти в полуфинал и после турнира вошла в первую десятку теннисисток в парном рейтинге. В марте Веснина и Макарова стали чемпионками в парах престижного турнира в Индиан-Уэлсе. В одиночках Макарова отметилась в мае выходом в четвертьфинал на крупном турнире в Мадриде. По ходу турнира она сумела переиграть № 3 в мире Викторию Азаренко во втором раунде (1-6, 6-2, 6-3). На Открытом чемпионате Франции партнёрство Весниной и Макаровой принесло первый совместный титул Большого шлема. Россиянки за шесть матчей не проиграли ни сета, а в финале оказались сильнее итальянской пары Роберта Винчи и Сара Эррани, которая имела первый номер посева на турнире. После победы в Париже Макарова поднялась на 5-е место в парном рейтинге.
| Стадия  | Соперницы (посев)                          | Счёт       |
| 1 раунд | Мэллори Бердетт Слоан Стивенс              | 6-1 6-3    |
| 2 раунд | Нина Братчикова Тамарин Танасугарн         | 6-1 6-4    |
| 3 раунд | Мирьяна Лучич-Барони Елена Янкович         | 7-6(3) 6-4 |
| 1/4     | Галина Воскобоева Кристина Младенович (10) | 6-4 6-1    |
| 1/2     | Андреа Главачкова Луция Градецкая (2)      | 6-4 7-5    |
| Финал   | Роберта Винчи Сара Эррани (1)              | 7-5 6-2    |

В июне 2013 года на турнире в Истборне Макарова вышла в четвертьфинал, победив второй раз в сезоне немку Кербер. На Уимблдоне она вышла в третий раунд. В августе в Вашингтоне Екатерина смогла дойти до полуфинала турнира. На Открытом чемпионате США, пройдя в четвёртый раунд, Макарова смогла победить № 4 в мире Агнешку Радваньскую (6-4, 6-4) и выйти в первый четвертьфинал в США в одиночках. Также до 1/4 финала она добралась и в парном разряде (с Весниной). Осенний отрезок сезона в одиночном разряде был максимально урезан из-за проблем с запястьем. В концовке сезона Веснина и Макарова дебютировали на Итоговом турнире, где россиянки второй раз за три матча в том году переиграли Винчи и Эррани, но в матче за титул уступили альянсу Се Шувэй и Пэн Шуай, вскоре на пару возглавившим рейтинг. Несмотря на пропуск ряда турниров, Екатерина сохранила своё место в топ-30 одиночного рейтинга по итогам календарного года. Серия успехов позволила Макаровой закрепиться в Топ-10 парного рейтинга, а в начале июля впервые занять четвёртую строчку классификации.
К началу следующего сезона проблемы со здоровьем были решены и Макарова вернулась к играм на прежнем уровне. В январе 2014 года на Открытом чемпионате Австралии она вышла в четвёртый раунд в одиночном разряде, а в парах с Еленой Весниной смогла попасть в финал. В титульном матче у них взяли реванш за прошлогоднее поражение в финале Ролан Гаррос итальянки Роберта Винчи и Сара Эррани (4-6, 6-3, 5-7). В начале феврале 2014 года Макарова смогла выиграть свой второй в карьере одиночный титул WTA и первый с 2010 года. Она стала лучшей на небольшом турнире в Паттайе, где в финале переиграла Каролину Плишкову из Чехии со счётом 6-3, 7-6(7). Веснина и Макарова в марте вышли в парный финал на крупном турнире в Майами, где россиянки уступили титульный матч Сабине Лисицки и Мартине Хингис. Грунтовая часть сезона прошла для Екатерины без особых успехов.
Результаты вернулись к Макаровой с началом травяной части сезона 2014 года. Начала она его в июне с четвертьфинала в Истборне. На Уимблдонском турнире россиянка впервые добралась до четвертьфинала, лишив турнир № 4 в мире Агнешки Радваньской. Хардовую часть сезона в США она начала с полуфинала турнира в Вашингтоне. Ещё одного полуфинала она достигла на турнире серии премьер 5 в Монреале, пройдя в третьем раунде № 4 в мире на тот момент Петру Квитову. Значимым для Макаровой стал Открытый чемпионат США того года. Она впервые смогла достичь полуфинала Большого шлема в одиночном разряде и остановила Екатерину на этой стадии Серена Уильямс. В парном же разряде Веснина и Макарова смогли переиграть сестёр Уильямс в четвертьфинале. Позже уже в финале россиянки выиграли у Флавии Пеннетты и Мартины Хингис и взяли свой второй совместный Большой шлем в карьере.
| Стадия  | Соперницы (посев)                    | Счёт           |
| 1 раунд | Даниэла Гантухова Франческа Скьявоне | 6-2 6-4        |
| 2 раунд | Катажина Питер Петра Цетковская      | 6-4 6-1        |
| 3 раунд | Ваня Кинг Лиза Реймонд               | 6-3 6-7(4) 6-2 |
| 1/4     | Винус Уильямс Серена Уильямс         | 7-6(5) 6-4     |
| 1/2     | Кимико Датэ-Крумм Барбора Стрыцова   | 7-5 6-3        |
| Финал   | Флавия Пеннетта Мартина Хингис       | 2-6 6-3 6-2    |

Осенняя часть сезона 2014 года не принесла Макаровой каких-то значимых результатов, но в целом сезон прошёл для неё достаточно хорошо. В мировом рейтинге Екатерина завершила его на 12-й строчке в одиночках и 7-й в парах.

### 2015—2016 (полуфинал в Австралии, топ-10 и золото Олимпиады)

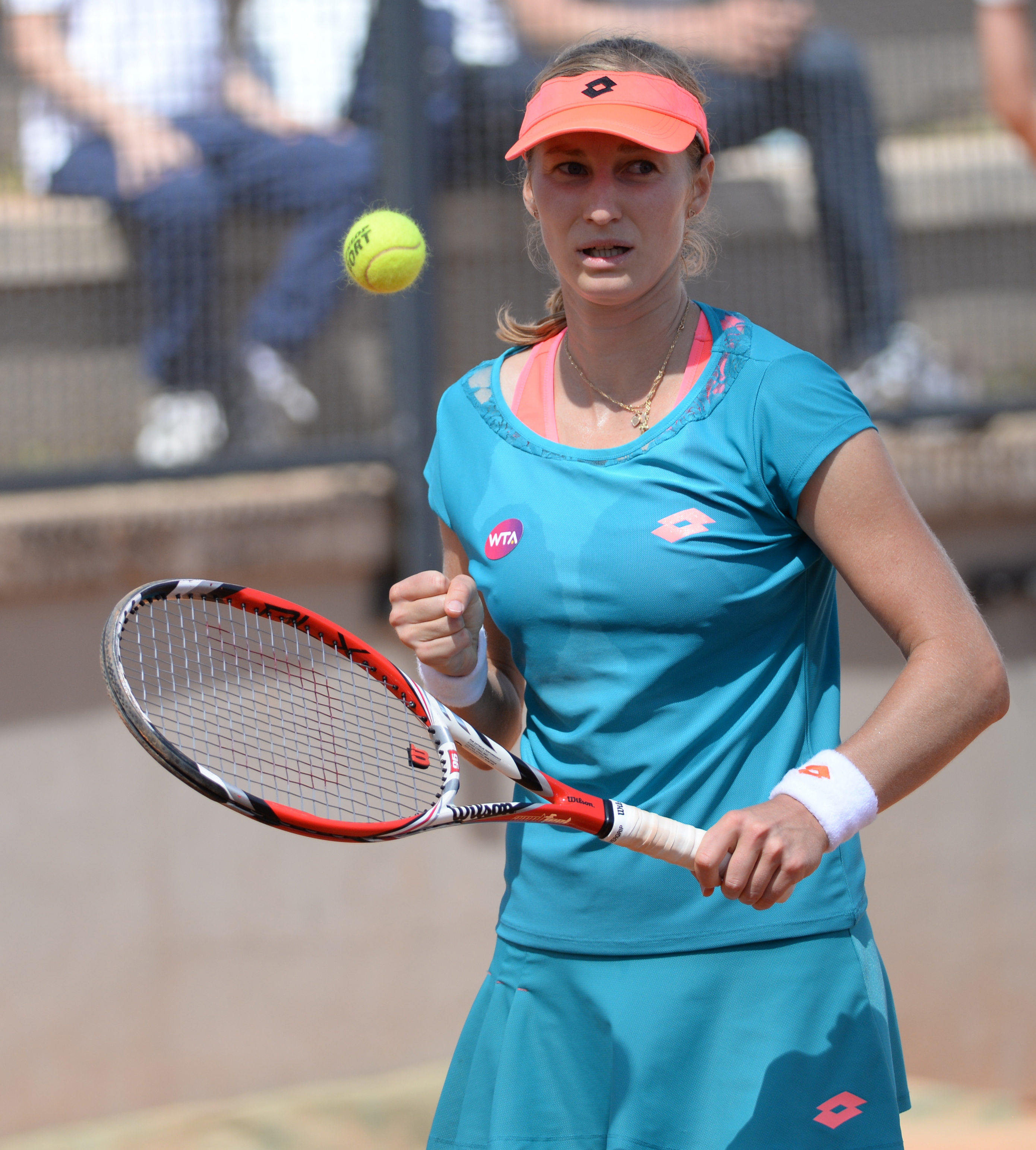
Макарова на турнире в Риме в 2015 году.

На Открытом чемпионате Австралии 2015 года Макарова сыграла удачно. В одиночном разряде она добилась выхода в полуфинал. В четвертьфинале россиянка уверенно обыграла третью ракетку мира Симону Халеп (6-4, 6-0). В полуфинале она уже не в первый раз в Австралии проигрывает Марии Шараповой. В парном разряде Веснина и Макарова добрались до 1/4 финала. После выступлений в Австралии Макарова впервые поднялась в топ-10 мирового рейтинга, заняв 9-е место. Лучшим результатом февраля для Екатерины стал выход в четвертьфинал турнира серии премьер 5 в Дубае. На мартовских супер-турнирах в Индиан-Уэлсе и Майами дуэт Весниной и Макаровой доходил до главных титульных матчей в парах, но оба раза они проигрывали паре Саня Мирза и Мартина Хингис. В начале апреля Екатерина поднялась на самую высокую в карьере строчку в одиночном рейтинге, заняв 8-е место. На Открытом чемпионате Франции россиянки вышли в полуфинал в парах, а в одиночках Макарова во второй раз в карьере вышла в четвёртый раунд. После Ролан Гаррос Макарова заняла третье место парного рейтинга.
На Уимблдонском турнире 2015 года Веснина и Макарова остановились в шаге от парного титула. На их путь вновь встали Мирза и Хингис (7-5, 6-7(4), 5-7). После Уимблдона Екатерина не смогла удержать своих позиций в топ-10 и опустилась на 11-е место. В августе Макарова вышла в полуфинал на харде в Вашингтоне. На Открытом чемпионате США она доиграла до четвёртого раунда. После этого она пропустила остаток сезона из-за травмы, что повлияло на итоговый рейтинг. Она заняла 23-е место в одиночках и 10-е в парах.
Макарова вернулась на корт на старте сезона 2016 года. В начале года она вышла в четвертьфинал турнира в Сиднее, а на Австралийском чемпионате прошла в четвёртый раунд. В марте на турнире в Майами в третьем раунде она обыграла № 7 посева Петру Квитову (6-4, 6-4), а затем в четвёртом Элину Свитолину (6-1, 6-4) и вышла в четвертьфинал. В мае дуэт Весиной и Макаровый смог выйти в финал премьер турнира в Риме, а затем добраться до финала и на Ролан Гаррос. В титульном матч на кортах Парижа россиянки не смогли обыграть француженок Каролин Гарсию и Кристину Младенович (3-6, 6-2, 4-6). В июне на траве в Истборне Макарова вышла в четвертьфинал. На Уимблдоне до 1/4 финала ей удалось дойти в парах в команде с Весниной. Ей же она уступила в четвёртом раунде одиночных соревнований. В конце июля Веснина и Макарова выиграли парные соревнования премьер-турнира в Монреале. В августе на Олимпийском турнире в Рио-де-Жанейро Екатерина в одиночном разряде смогла дойти только до третьего раунда, где уступила чешке Петре Квитовой. Зато в парном разряде её ждал успех. Российская пара Веснина и Макарова принесли своей стране первое золото в парном теннисе на Олимпийских играх. В финале они обыграли представительниц Швейцарии Тимею Бачински и Мартину Хингис.
| Стадия  | Соперницы (посев)                            | Счёт       |
| 1 раунд | Анастасия Родионова Арина Родионова (WC)     | 6-4 6-4    |
| 2 раунд | Кристина-Андрея Миту Йоана Ралука Олару (WC) | 6-1 6-4    |
| 1/4     | Гарбинье Мугуруса Карла Суарес Наварро (4)   | 6-3 6-4    |
| 1/2     | Барбора Стрыцова Луция Шафаржова             | 7-6(7) 6-4 |
| Финал   | Тимея Бачински Мартина Хингис (5)            | 6-4 6-4    |

На подготовительном к Открытому чемпионату США 2016 года турнире в Нью-Хейвене Макарова вышла в четвертьфинал. На американском Большом шлеме ей уже в первом раунде досталась Серена Уильямс, которой Екатерина проиграла в двух сетах. В парном же разряде совместно с Весниной она вышла в полуфинал. В конце сезона Веснина и Макарова стали победительницами Итогового турнира в парном разряде. В финале российские теннисистки переиграли Бетани Маттек-Сандс и Луцию Шафаржову со счётом 7-6(5), 6-3. В одиночном рейтинге Макарова завершила год в топ-30, а в парном закончила на 8-м месте.

### 2017—2019 (победа на парном Уимблдоне и № 1 парного рейтинга)
В начале 2017 года Веснина и Макарова вышли в парный финал турнира в Брисбене. На Открытом чемпионате Австралии они вышли в четвертьфинал, а в одиночном разряде Макарова прошла в четвёртый раунд и обыграла на пути к нему № 6 в мире на тот момент Доминику Цибулкову (6-2, 6-7(3), 6-3). В феврале в Дубае Веснина и Макарова выиграли парный титул. Этот титул стал десятым в парах в WTA-туре для Екатерины. В мае в Риме Веснина и Макарова смогли выйти в финал. На Открытом чемпионате Франции их дуэт вышел в четвертьфинал. На кортах Ролан Гаррос Екатерина смогла впервые обыграть лидера рейтинга. Она нанесла поражение первой ракетке мира Анжелике Кербер в матче первого раунда (6-2, 6-2), но уже в следующем раунде покинула одиночный турнир. В июле Веснина и Макарова смогли выиграть Уимблдонский турнир. Этот титул стал третьим на Большом шлеме для российского дуэта. В решающем матче они всухую разгромили пару Моника Никулеску и Чжань Хаоцин. В парном рейтинге Макарова поднялась на третью строчку.
| Стадия  | Соперницы (посев)                             | Счёт        |
| 1 раунд | Карина Виттхёфт Варвара Лепченко              | 6-2 6-2     |
| 2 раунд | Осеан Додан Татьяна Мария                     | 6-4 6-3     |
| 3 раунд | Андрея Клепач Мария Хосе Мартинес Санчес (15) | 6-4 6-4     |
| 1/4     | Эшли Барти Кейси Деллакква (8)                | 6-4 4-6 6-4 |
| 1/2     | Анна-Лена Грёнефельд Квета Пешке (12)         | 7-5 6-2     |
| Финал   | Моника Никулеску Чжань Хаоцин (9)             | 6-0 6-0     |

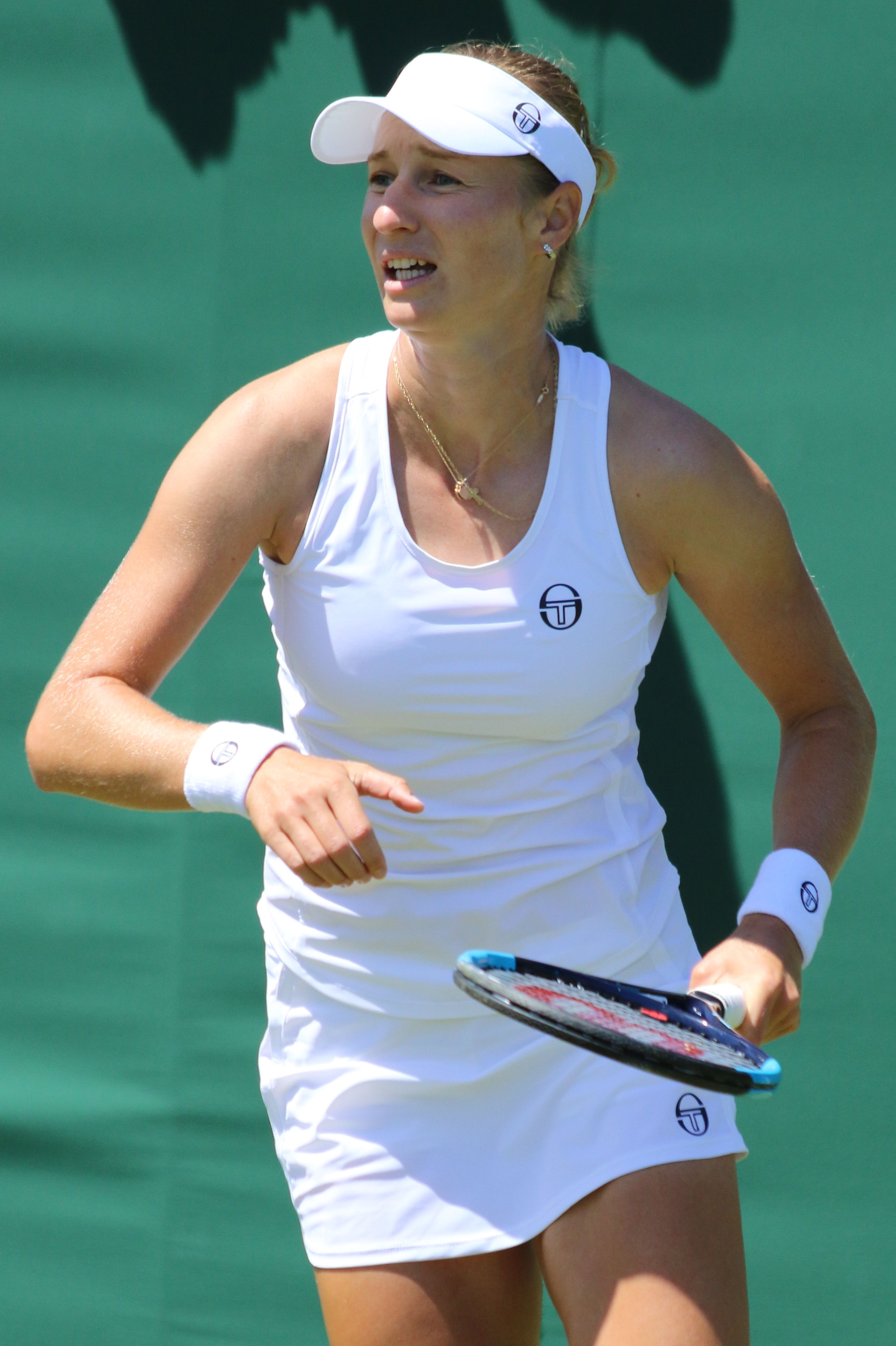
Макарова на Уимблдонском турнире 2018 года.

В начале августа 2017 года Макарова великолепно провела турнир в Вашингтоне. Она смогла выиграть на нём свой третий в карьере одиночный титул WTA. В четвертьфинале на отказе соперницы она победила № 2 в мире Симону Халеп (2-6, 6-3, 1-0), а в решающем матче одолела немку Юлию Гёргес (3-6, 7-6(2), 6-0). В парном разряде Веснина и Макарова добились выигрыша турнира серии Премьер 5 в Торонто. В осенней части сезона лучшим результатом в одиночном разряде стал четвертьфинал в Ухане. В парном разряде Веснина и Макарова выступили на Итоговом турнире и добрались до полуфинала, где проиграли Кики Бертенс и Юханне Ларссон. Екатерина смогла финишировать в парном рейтинге третьей по итогам сезона.
В январе 2018 года на Открытом чемпионате Австралии Веснина и Макарова остановились в шаге от завоевания «золотого карьерного шлема» в парном разряде. В финале они проиграли Тимее Бабош из Венгрии и Кристине Младенович из Франции со счётом 4-6, 3-6. Австралия осталась единственной непокоренной россиянками из турниров Большого шлема. Также в Австралии Макарова смогла дойти до полуфинала в миксте в альянсе с Бруно Соаресом. В марте Веснина и Макарова вышли в парный финал в Индиан-Уэлсе. В мае ещё на одном премьер-турнире высшей категории в Мадриде россиянки взяли титул, взяв в финале реванш у Бабош и Младенович. Эти результаты позволили россиянкам в июне возглавить парный рейтинг WTA. Правда, начиная с Ролан Гаррос, пара Весниной и Макаровой не выступала вместе в связи с беременностью Елены.
На Уимблдоне 2018 года Макарова прошла в четвёртый раунд и обыграла во втором раунде № 2 в мире Каролину Возняцки (6-4, 1-6, 7-5). В августе в парном разряде Екатерина вышла в финал турнира в Монреале в паре с Латишой Чан. Затем уже в дуэте с Луцией Градецкой она смогла стать победительницей турнира в Цинциннати. В Нью-Хейвене Макарова вышла в четвертьфинал в одиночном разряде. На Открытом чемпионате США её результатами стали выход в третий раунд в одиночках и четвертьфинал в паре с Градецкой.
В феврале 2019 года Макарова победила в парах на турнире в Санкт-Петербурге, сыграв с Маргаритой Гаспарян. На турнире серии Премьер 5 в Дубае она вышла в парный финал совместно с Луцией Градецкой. Турнир стал последним в карьере россиянки. В феврале 2020 года она объявила о завершении профессиональной карьеры.

## Итоговое место в рейтинге WTA по годам
| Год  | Одиночный рейтинг | Парный рейтинг |
| 2019 | 988               | 76             |
| 2018 | 59                | 6              |
| 2017 | 33                | 3              |
| 2016 | 30                | 8              |
| 2015 | 23                | 10             |
| 2014 | 12                | 7              |
| 2013 | 24                | 7              |
| 2012 | 20                | 11             |
| 2011 | 52                | 57             |
| 2010 | 50                | 72             |
| 2009 | 60                | 20             |
| 2008 | 48                | 62             |
| 2007 | 108               | 151            |
| 2006 | 264               | 140            |
| 2005 | 258               | 248            |
| 2004 | 381               | 448            |
| 2003 |                   | 766            |

## Выступления на турнирах

### Финалы турнировWTAв одиночном разряде (5)

#### Победы (3)
| Легенда: До 2009 года           | Легенда: С 2009 года    |
| ------------------------------- | ----------------------- |
| Турниры Большого шлема (0+3+1)* |                         |
| Олимпиада (0+1)                 |                         |
| Итоговый турнир WTA (0+1)       |                         |
| 1-я категория (0)               | Premier Mandatory (0+3) |
| 2-я категория (0)               | Premier 5 (0+4)         |
| 3-я категория (0)               | Premier (1+2)           |
| 4-я категория (0)               | International (2+1)     |
| 5-я категория (0)               | International (2+1)     |

| Титулы по покрытиям | Титулы по месту проведения матчей турнира |
| ------------------- | ----------------------------------------- |
| Хард (2+11+1)*      | Зал (0+3)                                 |
| Грунт (0+3)         | Зал (0+3)                                 |
| Трава (1+1)         | Открытый воздух (3+12+1)                  |
| Ковёр (0)           | Открытый воздух (3+12+1)                  |

* количество побед в одиночном разряде + количество побед в парном разряде + количество побед в миксте.
| №  | Дата           | Турнир                  | Покрытие | Соперница в финале | Счёт           |
| 1. | 19 июня 2010   | Истборн, Великобритания | Трава    | Виктория Азаренко  | 7-6(5) 6-4     |
| 2. | 2 февраля 2014 | Паттайя, Таиланд        | Хард     | Каролина Плишкова  | 6-3 7-6(7)     |
| 3. | 6 августа 2017 | Вашингтон, США          | Хард     | Юлия Гёргес        | 3-6 7-6(2) 6-0 |

#### Поражения (2)
| №  | Дата        | Турнир             | Покрытие | Соперница в финале      | Счёт    |
| 1. | 2 мая 2009  | Фес, Марокко       | Грунт    | Анабель Медина Гарригес | 0-6 1-6 |
| 2. | 10 мая 2009 | Оэйраш, Португалия | Грунт    | Янина Викмайер          | 5-7 2-6 |

### Финалы турнировITFв одиночном разряде (6)

#### Победы (3)
| Легенда:         |
| ---------------- |
| 100.000 USD (0)* |
| 75.000 USD (0)   |
| 50.000 USD (0+2) |
| 25.000 USD (1+7) |
| 10.000 USD (2)   |

| Титулы по покрытиям | Титулы по месту проведения матчей турнира |
| ------------------- | ----------------------------------------- |
| Хард (1+2)*         | Зал (1+4)                                 |
| Грунт (2+5)         | Зал (1+4)                                 |
| Трава (0)           | Открытый воздух (2+5)                     |
| Ковёр (0+2)         | Открытый воздух (2+5)                     |

* количество побед в одиночном разряде + количество побед в парном разряде.
| №  | Дата            | Турнир               | Покрытие   | Соперница в финале | Счёт           |
| 1. | 23 мая 2004     | Анталия, Турция      | Грунт      | Катерина Авдиенко  | 6-3 6-3        |
| 2. | 15 августа 2004 | Тыргу-Муреш, Румыния | Грунт      | Симона-Юлия Матей  | 6-1 6-1        |
| 3. | 1 апреля 2007   | Москва, Россия       | Хард (зал) | Евгения Родина     | 6-4 6-7(6) 6-3 |

#### Поражения (3)
| №  | Дата            | Турнир           | Покрытие | Соперница в финале   | Счёт       |
| 1. | 30 апреля 2006  | Торрент, Испания | Грунт    | Ромина Опранди       | 1-6 3-6    |
| 2. | 26 августа 2006 | Москва, Россия   | Грунт    | Евгения Родина       | 6-7(4) 3-6 |
| 3. | 3 июня 2007     | Москва, Россия   | Грунт    | Анастасия Пивоварова | 3-6 5-7    |

### Финалы турниров Большого шлема в парном разряде (7)

#### Победы (3)
| №  | Год  | Турнир                     | Покрытие | Партнёрша     | Соперницы в финале             | Счёт        |
| 1. | 2013 | Открытый чемпионат Франции | Грунт    | Елена Веснина | Роберта Винчи Сара Эррани      | 7-5 6-2     |
| 2. | 2014 | Открытый чемпионат США     | Хард     | Елена Веснина | Флавия Пеннетта Мартина Хингис | 2-6 6-3 6-2 |
| 3. | 2017 | Уимблдон                   | Трава    | Елена Веснина | Моника Никулеску Чжань Хаоцин  | 6-0 6-0     |

#### Поражения (4)
| №  | Год  | Турнир                           | Покрытие | Партнёрша     | Соперницы в финале                 | Счёт           |
| 1. | 2014 | Открытый чемпионат Австралии     | Хард     | Елена Веснина | Роберта Винчи Сара Эррани          | 4-6 6-3 5-7    |
| 2. | 2015 | Уимблдон                         | Трава    | Елена Веснина | Саня Мирза Мартина Хингис          | 7-5 6-7(4) 5-7 |
| 3. | 2016 | Открытый чемпионат Франции       | Грунт    | Елена Веснина | Каролин Гарсия Кристина Младенович | 3-6 6-2 4-6    |
| 4. | 2018 | Открытый чемпионат Австралии (2) | Хард     | Елена Веснина | Тимея Бабош Кристина Младенович    | 4-6 3-6        |

### Финалы Итогового турнираWTAв парном разряде (2)

#### Победы (1)
| №  | Год  | Место    | Покрытие   | Партнёрша     | Соперницы в финале                  | Счёт       |
| 1. | 2016 | Сингапур | Хард (зал) | Елена Веснина | Бетани Маттек-Сандс Луция Шафаржова | 7-6(5) 6-3 |

#### Поражения (1)
| №  | Год  | Турнир          | Покрытие   | Партнёрша     | Соперницы в финале | Счёт    |
| 1. | 2013 | Стамбул, Турция | Хард (зал) | Елена Веснина | Пэн Шуай Се Шувэй  | 4-6 5-7 |

### Финалы Олимпийских турниров в женском парном разряде (1)

#### Победы (1)
| №  | Дата | Турнир                   | Покрытие | Партнёрша     | Соперницы в финале            | Счёт    |
| 1. | 2016 | Рио-де-Жанейро, Бразилия | Хард     | Елена Веснина | Тимея Бачински Мартина Хингис | 6-4 6-4 |

### Финалы турнировWTAв парном разряде (36)

#### Победы (15)
| №   | Дата            | Турнир                     | Покрытие   | Партнёрша          | Соперницы в финале                  | Счёт           |
| 1.  | 2 мая 2009      | Фес, Марокко               | Грунт      | Алиса Клейбанова   | Мария Кириленко Сорана Кырстя       | 6-3 2-6 [10-8] |
| 2.  | 6 октября 2012  | Пекин, Китай               | Хард       | Елена Веснина      | Нурия Льягостера Вивес Саня Мирза   | 7-5 7-5        |
| 3.  | 21 октября 2012 | Москва, Россия             | Хард (зал) | Елена Веснина      | Мария Кириленко Надежда Петрова     | 6-3 1-6 [10-8] |
| 4.  | 16 марта 2013   | Индиан-Уэлс, США           | Хард       | Елена Веснина      | Надежда Петрова Катарина Среботник  | 6-0 5-7 [10-6] |
| 5.  | 9 июня 2013     | Открытый чемпионат Франции | Грунт      | Елена Веснина      | Роберта Винчи Сара Эррани           | 7-5 6-2        |
| 6.  | 6 сентября 2014 | Открытый чемпионат США     | Хард       | Елена Веснина      | Флавия Пеннетта Мартина Хингис      | 2-6 6-3 6-2    |
| 7.  | 31 июля 2016    | Монреаль, Канада           | Хард       | Елена Веснина      | Моника Никулеску Симона Халеп       | 6-3 7-6(5)     |
| 8.  | 14 августа 2016 | Олимпиада                  | Хард       | Елена Веснина      | Тимея Бачински Мартина Хингис       | 6-4 6-4        |
| 9.  | 30 октября 2016 | Финал тура WTA             | Хард (зал) | Елена Веснина      | Бетани Маттек-Сандс Луция Шафаржова | 7-6(5) 6-3     |
| 10. | 25 февраля 2017 | Дубай, ОАЭ                 | Хард       | Елена Веснина      | Андреа Главачкова Пэн Шуай          | 6-2 4-6 [10-7] |
| 11. | 15 июля 2017    | Уимблдон                   | Трава      | Елена Веснина      | Моника Никулеску Чжань Хаоцин       | 6-0 6-0        |
| 12. | 13 августа 2017 | Торонто, Канада (2)        | Хард       | Елена Веснина      | Анна-Лена Грёнефельд Квета Пешке    | 6-0 6-4        |
| 13. | 12 мая 2018     | Мадрид, Испания            | Грунт      | Елена Веснина      | Тимея Бабош Кристина Младенович     | 2-6 6-4 [10-8] |
| 14. | 18 августа 2018 | Цинциннати, США            | Хард       | Луция Градецкая    | Элизе Мертенс Деми Схюрс            | 6-2 7-5        |
| 15. | 3 февраля 2019  | Санкт-Петербург, Россия    | Хард (зал) | Маргарита Гаспарян | Анна Калинская Виктория Кужмова     | 7-5 7-5        |

#### Поражения (21)
| №   | Дата            | Турнир                           | Покрытие   | Партнёрша        | Соперницы в финале                              | Счёт              |
| 1.  | 4 мая 2008      | Фес, Марокко                     | Грунт      | Алиса Клейбанова | Сорана Кырстя Анастасия Павлюченкова            | 2-6 2-6           |
| 2.  | 27 июля 2008    | Порторож, Словения               | Грунт      | Вера Душевина    | Анабель Медина Гарригес Вирхиния Руано Паскуаль | 4-6 1-6           |
| 3.  | 11 октября 2009 | Пекин, Китай                     | Хард       | Алла Кудрявцева  | Пэн Шуай Се Шувэй                               | 3-6 1-6           |
| 4.  | 13 февраля 2011 | Париж, Франция                   | Хард (зал) | Вера Душевина    | Бетани Маттек-Сандс Меганн Шонесси              | 4-6 2-6           |
| 5.  | 23 октября 2011 | Люксембург                       | Хард (зал) | Луция Градецкая  | Ивета Бенешова Барбора Заглавова-Стрыцова       | 5-7 3-6           |
| 6.  | 13 мая 2012     | Мадрид, Испания                  | Грунт      | Елена Веснина    | Роберта Винчи Сара Эррани                       | 1-6 6-3 [4-10]    |
| 7.  | 20 мая 2012     | Рим, Италия                      | Грунт      | Елена Веснина    | Роберта Винчи Сара Эррани                       | 2-6 5-7           |
| 8.  | 27 октября 2013 | Итоговый чемпионат WTA           | Хард (зал) | Елена Веснина    | Пэн Шуай Се Шувэй                               | 4-6 5-7           |
| 9.  | 24 января 2014  | Открытый чемпионат Австралии     | Хард       | Елена Веснина    | Роберта Винчи Сара Эррани                       | 4-6 6-3 5-7       |
| 10. | 30 марта 2014   | Майами, США                      | Хард       | Елена Веснина    | Сабина Лисицки Мартина Хингис                   | 6-4 4-6 [5-10]    |
| 11. | 21 марта 2015   | Индиан-Уэлс, США                 | Хард       | Елена Веснина    | Саня Мирза Мартина Хингис                       | 3-6 4-6           |
| 12. | 5 апреля 2015   | Майами, США (2)                  | Хард       | Елена Веснина    | Саня Мирза Мартина Хингис                       | 5-7 1-6           |
| 13. | 11 июля 2015    | Уимблдон                         | Трава      | Елена Веснина    | Саня Мирза Мартина Хингис                       | 7-5 6-7(4) 5-7    |
| 14. | 15 мая 2016     | Рим, Италия (2)                  | Грунт      | Елена Веснина    | Саня Мирза Мартина Хингис                       | 1-6 7-6(5) [3-10] |
| 15. | 5 июня 2016     | Открытый чемпионат Франции       | Грунт      | Елена Веснина    | Каролин Гарсия Кристина Младенович              | 3-6 6-2 4-6       |
| 16. | 7 января 2017   | Брисбен, Австралия               | Хард       | Елена Веснина    | Саня Мирза Бетани Маттек-Сандс                  | 2-6 3-6           |
| 17. | 21 мая 2017     | Рим, Италия (3)                  | Грунт      | Елена Веснина    | Мартина Хингис Чжань Юнжань                     | 5-7 6-7(4)        |
| 18. | 26 января 2018  | Открытый чемпионат Австралии (2) | Хард       | Елена Веснина    | Тимея Бабош Кристина Младенович                 | 4-6 3-6           |
| 19. | 17 марта 2018   | Индиан-Уэлс, США (2)             | Хард       | Елена Веснина    | Се Шувэй Барбора Стрыцова                       | 4-6 4-6           |
| 20. | 12 августа 2018 | Монреаль, Канада                 | Хард       | Латиша Чан       | Эшли Барти Деми Схюрс                           | 6-4 3-6 [8-10]    |
| 21. | 23 февраля 2019 | Дубай, ОАЭ                       | Хард       | Луция Градецкая  | Се Шувэй Барбора Стрыцова                       | 4-6 4-6           |

### Финалы турнировITFв парном разряде (15)

#### Победы (9)
| №  | Дата            | Турнир                  | Покрытие    | Партнёрша               | Соперницы в финале                          | Счёт           |
| 1. | 29 августа 2004 | Москва, Россия          | Грунт       | Екатерина Косминская    | Рената Куцеркова Михаэла Михалкова          | 3-6 6-3 6-4    |
| 2. | 27 марта 2005   | Санкт-Петербург, Россия | Хард (зал)  | Нина Братчикова         | Екатерина Косминская Алла Кудрявцева        | 7-6(2) 6-2     |
| 3. | 11 февраля 2006 | Каприоло, Италия        | Ковёр (зал) | Дарья Кустова           | Екатерина Иванова Маргалита Чахнашвили      | 6-2 6-4        |
| 4. | 30 апреля 2006  | Торрент, Испания        | Грунт       | Габриэла Веласко Андреу | Сильвия Солер Эспиноса Карла Суарес Наварро | 6-4 6-2        |
| 5. | 25 августа 2006 | Москва, Россия          | Грунт       | Мария Кондратьева       | Михаэла Бузарнеску Евгения Родина           | 4-6 6-4 6-1    |
| 6. | 5 ноября 2006   | Минск, Беларусь         | Ковёр (зал) | Дарья Кустова           | Екатерина Деголевич Евгения Родина          | 6-4 6-4        |
| 7. | 2 июня 2007     | Москва, Россия          | Грунт       | Алиса Клейбанова        | Екатерина Афиногенова Оксана Теплякова      | 6-3 6-7(4) 6-3 |
| 8. | 6 июля 2007     | Кунео, Италия           | Грунт       | Дарья Кустова           | Юлия Бейгельзимер Маргалита Чахнашвили      | 6-2 2-6 6-2    |
| 9. | 21 октября 2007 | Сен-Рафаэль, Франция    | Хард (зал)  | Лилия Остерло           | Ксения Милевская Маргалита Чахнашвили       | 6-2 6-2        |

#### Поражения (6)
| №  | Дата            | Турнир                   | Покрытие    | Партнёрша      | Соперницы в финале                  | Счёт           |
| 1. | 13 февраля 2005 | Рэдбридж, Великобритания | Хард (зал)  | Дарья Кустова  | Джулия Казони Франческа Любиани     | 4-6 3-6        |
| 2. | 14 августа 2005 | Римини, Италия           | Грунт       | Дарья Кустова  | Джулия Казони Мария Корытцева       | 2-6 4-6        |
| 3. | 17 декабря 2005 | Дубай, ОАЭ               | Хард        | Ольга Панова   | Габриэла Навратилова Гана Шромова   | 5-7 4-6        |
| 4. | 23 июля 2006    | Виттель, Франция         | Грунт       | Мэдэлина Гожня | Юлия Бейгельзимер Агнеш Савай       | 2-6 5-7        |
| 5. | 10 марта 2007   | Минск, Беларусь          | Ковёр (зал) | Евгения Родина | Ирина Курьянович Дарья Кустова      | 6-4 4-6 4-6    |
| 6. | 13 апреля 2007  | Чивитавеккья, Италия     | Грунт       | Дарья Кустова  | Екатерина Деголевич Мария Корытцева | 6-7(6) 7-5 1-6 |

### Финалы турниров Большого шлема в смешанном парном разряде (2)

#### Победы (1)
| №  | Год  | Турнир                 | Покрытие | Партнёр      | Соперники в финале            | Счёт               |
| 1. | 2012 | Открытый чемпионат США | Хард     | Бруно Соарес | Квета Пешке Марцин Матковский | 6-7(8) 6-1 [12-10] |

#### Поражения (1)
| №  | Год  | Турнир                       | Покрытие | Партнёр           | Соперники в финале     | Счёт    |
| 1. | 2010 | Открытый чемпионат Австралии | Хард     | Ярослав Левинский | Кара Блэк Леандер Паес | 5-7 3-6 |

### Финалы командных турниров (3)

#### Победы (1)
| №  | Год  | Турнир          | Команда                                     | Соперник в финале                | Счёт |
| 1. | 2008 | Кубок Федерации | Россия Звонарёва,Кузнецова,Макарова,Веснина | Испания Медина,Суарес,Льягостера | 4-0  |

#### Поражения (2)
| №  | Год  | Турнир              | Команда                    | Соперник в финале                                  | Счёт |
| -- | ---- | ------------------- | -------------------------- | -------------------------------------------------- | ---- |
| 1. | 2011 | Кубок Федерации     | Россия Не играла в финале  | Чехия П.Квитова, Л.Шафаржова, Л.Градецкая, К.Пешке | 2-3  |
| 2. | 2013 | Кубок Федерации (2) | Россия Не играла в финале. | Италия С.Эррани,Р.Винчи,Ф.Пеннетта, К.Кнапп        | 0-4  |

## История выступлений на турнирах
| Турнир                                | 2005                 | 2007                 | 2008                 | 2009                                | 2010                                | 2011                                | 2012                                | 2013                                | 2014                                | 2015                                | 2016                                | 2017                                | 2018                                | 2019                                | Итог   | В/П за карьеру |
| ------------------------------------- | -------------------- | -------------------- | -------------------- | ----------------------------------- | ----------------------------------- | ----------------------------------- | ----------------------------------- | ----------------------------------- | ----------------------------------- | ----------------------------------- | ----------------------------------- | ----------------------------------- | ----------------------------------- | ----------------------------------- | ------ | -------------- |
| Турниры Большого шлема                |                      |                      |                      |                                     |                                     |                                     |                                     |                                     |                                     |                                     |                                     |                                     |                                     |                                     |        |                |
| Открытый чемпионат Австралии          | -                    | -                    | 3Р                   | 2Р                                  | 2Р                                  | 4Р                                  | 1/4                                 | 1/4                                 | 4Р                                  | 1/2                                 | 4Р                                  | 4Р                                  | 1Р                                  | 1Р                                  | 0 / 12 | 29-12          |
| Открытый чемпионат Франции            | -                    | К                    | 2Р                   | 1Р                                  | 1Р                                  | 4Р                                  | 1Р                                  | 1Р                                  | 3Р                                  | 4Р                                  | 2Р                                  | 2Р                                  | 2Р                                  | -                                   | 0 / 11 | 12-11          |
| Уимблдонский турнир                   | -                    | К                    | 1Р                   | 2Р                                  | 2Р                                  | 1Р                                  | 2Р                                  | 3Р                                  | 1/4                                 | 2Р                                  | 4Р                                  | 2Р                                  | 4Р                                  | -                                   | 0 / 11 | 17-11          |
| Открытый чемпионат США                | К                    | 3Р                   | 3Р                   | 1Р                                  | 1Р                                  | 1Р                                  | 3Р                                  | 1/4                                 | 1/2                                 | 4Р                                  | 1Р                                  | 3Р                                  | 3Р                                  | -                                   | 0 / 12 | 22-12          |
| Итог                                  | 0 / 0                | 0 / 1                | 0 / 4                | 0 / 4                               | 0 / 4                               | 0 / 4                               | 0 / 4                               | 0 / 4                               | 0 / 4                               | 0 / 4                               | 0 / 4                               | 0 / 4                               | 0 / 4                               | 0 / 1                               | 0 / 46 |                |
| В/П в сезоне                          | 0-0                  | 2-1                  | 5-4                  | 2-4                                 | 2-4                                 | 6-4                                 | 7-4                                 | 10-4                                | 14-4                                | 12-4                                | 7-4                                 | 7-4                                 | 6-4                                 | 0-1                                 |        | 80-46          |
| Олимпийские игры                      |                      |                      |                      |                                     |                                     |                                     |                                     |                                     |                                     |                                     |                                     |                                     |                                     |                                     |        |                |
| Летняя олимпиада                      | Не проводился        | Не проводился        | -                    | Не проводился                       | Не проводился                       | Не проводился                       | -                                   | Не проводился                       | Не проводился                       | Не проводился                       | 3Р                                  | Не проводился                       | Не проводился                       | Не проводился                       | 0 / 1  | 2-1            |
| Итоговые турниры                      |                      |                      |                      |                                     |                                     |                                     |                                     |                                     |                                     |                                     |                                     |                                     |                                     |                                     |        |                |
| Турнир чемпионок WTA                  | Не проводился        | Не проводился        | Не проводился        | -                                   | -                                   | -                                   | -                                   | -                                   | Группа                              | -                                   | -                                   | -                                   | -                                   | -                                   | 0 / 1  | 0-2            |
| Турниры WTA Premier Mandatory         |                      |                      |                      |                                     |                                     |                                     |                                     |                                     |                                     |                                     |                                     |                                     |                                     |                                     |        |                |
| Индиан-Уэлс                           | -                    | -                    | 2Р                   | 2Р                                  | 1Р                                  | 2Р                                  | 2Р                                  | 2Р                                  | 3Р                                  | 3Р                                  | 3Р                                  | 1Р                                  | 2Р                                  | -                                   | 0 / 11 | 10-11          |
| Майами                                | -                    | -                    | 1Р                   | 4Р                                  | 2Р                                  | 3Р                                  | 4Р                                  | 2Р                                  | 4Р                                  | 4Р                                  | 1/4                                 | 2Р                                  | 2Р                                  | -                                   | 0 / 11 | 19-11          |
| Мадрид                                | Не проводился        | Не проводился        | Не проводился        | -                                   | К                                   | 2Р                                  | 3Р                                  | 1/4                                 | 1Р                                  | 1Р                                  | 2Р                                  | 1Р                                  | 1Р                                  | -                                   | 0 / 8  | 7-8            |
| Пекин                                 | Не Premier Mandatory | Не Premier Mandatory | Не Premier Mandatory | 2Р                                  | 1Р                                  | 1Р                                  | 2Р                                  | -                                   | 3Р                                  | -                                   | 2Р                                  | 2Р                                  | 1Р                                  | -                                   | 0 / 8  | 6-8            |
| Турниры WTA Premier 5                 |                      |                      |                      |                                     |                                     |                                     |                                     |                                     |                                     |                                     |                                     |                                     |                                     |                                     |        |                |
| Доха / Дубай                          | Не 1К                | Не 1К                | 1Р                   | 1Р                                  | 1Р                                  | 1Р                                  | -                                   | 2Р                                  | -                                   | 1/4                                 | 1Р                                  | 3Р                                  | 2Р                                  | 1Р                                  | 0 / 10 | 6-10           |
| Рим                                   | -                    | -                    | 2Р                   | -                                   | -                                   | 2Р                                  | 2Р                                  | 1Р                                  | 2Р                                  | 3Р                                  | 2Р                                  | 3Р                                  | -                                   | -                                   | 0 / 8  | 7-8            |
| Монреаль / Торонто                    | -                    | -                    | -                    | 1Р                                  | 2Р                                  | 2Р                                  | 2Р                                  | 2Р                                  | 1/2                                 | 2Р                                  | 1Р                                  | 3Р                                  | 1Р                                  | -                                   | 0 / 10 | 11-10          |
| Цинциннати                            | Не 1 категория       | Не 1 категория       | Не 1 категория       | 1Р                                  | К                                   | 2Р                                  | 3Р                                  | 2Р                                  | 2Р                                  | -                                   | -                                   | 3Р                                  | 3Р                                  | -                                   | 0 / 7  | 9-7            |
| Ухань                                 | Не проводился        | Не проводился        | Не проводился        | Не проводился                       | Не проводился                       | Не проводился                       | Не проводился                       | Не проводился                       | 2Р                                  | -                                   | 2Р                                  | 1/4                                 | К                                   | -                                   | 0 / 3  | 5-3            |
| Токио                                 | -                    | -                    | -                    | 1Р                                  | 1Р                                  | -                                   | 1Р                                  | -                                   | Не турнир старшей премьер-категории | Не турнир старшей премьер-категории | Не турнир старшей премьер-категории | Не турнир старшей премьер-категории | Не турнир старшей премьер-категории | Не турнир старшей премьер-категории | 0 / 3  | 0-3            |
| Прочие бывшие турниры 1 категории WTA |                      |                      |                      |                                     |                                     |                                     |                                     |                                     |                                     |                                     |                                     |                                     |                                     |                                     |        |                |
| Москва                                | К                    | К                    | 2Р                   | Не турнир старшей премьер-категории | Не турнир старшей премьер-категории | Не турнир старшей премьер-категории | Не турнир старшей премьер-категории | Не турнир старшей премьер-категории | Не турнир старшей премьер-категории | Не турнир старшей премьер-категории | Не турнир старшей премьер-категории | Не турнир старшей премьер-категории | Не турнир старшей премьер-категории | Не турнир старшей премьер-категории | 0 / 1  | 1-1            |
| Берлин                                | -                    | -                    | К                    | Не проводился                       | Не проводился                       | Не проводился                       | Не проводился                       | Не проводился                       | Не проводился                       | Не проводился                       | Не проводился                       | Не проводился                       | Не проводился                       | Не проводился                       | 0 / 0  | 0-0            |
| Сан-Диего                             | -                    | К                    | НП                   | НП                                  | NM5                                 | NM5                                 | NM5                                 | NM5                                 | Не проводился                       | Не проводился                       | Не проводился                       | Не проводился                       | Не проводился                       | Не проводился                       | 0 / 0  | 0-0            |
| Статистика за карьеру                 |                      |                      |                      |                                     |                                     |                                     |                                     |                                     |                                     |                                     |                                     |                                     |                                     |                                     |        |                |
| Проведено финалов                     | 0                    | 0                    | 0                    | 2                                   | 1                                   | 0                                   | 0                                   | 0                                   | 1                                   | 0                                   | 0                                   | 1                                   | 0                                   | 0                                   | 5      |                |
| Выиграно турниров                     | 0                    | 0                    | 0                    | 0                                   | 1                                   | 0                                   | 0                                   | 0                                   | 1                                   | 0                                   | 0                                   | 1                                   | 0                                   | 0                                   | 3      |                |

К — проигрыш в квалификационном турнире.
| Турнир                       | 2008  | 2009          | 2010          | 2011          | 2012  | 2013          | 2014          | 2015          | 2016  | 2017          | 2018          | 2019          | Итог   | В/П за карьеру |
| ---------------------------- | ----- | ------------- | ------------- | ------------- | ----- | ------------- | ------------- | ------------- | ----- | ------------- | ------------- | ------------- | ------ | -------------- |
| Турниры Большого шлема       |       |               |               |               |       |               |               |               |       |               |               |               |        |                |
| Открытый чемпионат Австралии | -     | 2Р            | 2Р            | 1Р            | 1/4   | 1/2           | Ф             | 1/4           | -     | 1/4           | Ф             | 2Р            | 0 / 10 | 26-10          |
| Открытый чемпионат Франции   | 2Р    | 2Р            | 2Р            | 1Р            | 1/4   | П             | 2Р            | 1/2           | Ф     | 1/4           | 1Р            | -             | 1 / 11 | 25-10          |
| Уимблдонский турнир          | 1/4   | 1/4           | 2Р            | 3Р            | 1/4   | 3Р            | 3Р            | Ф             | 1/4   | П             | 2Р            | -             | 1 / 11 | 31-10          |
| Открытый чемпионат США       | 2Р    | 1/2           | 2Р            | 3Р            | 3Р    | 1/4           | П             | -             | 1/2   | 3Р            | 1/4           | -             | 1 / 10 | 28-9           |
| Итог                         | 0 / 3 | 0 / 4         | 0 / 4         | 0 / 4         | 0 / 4 | 1 / 4         | 1 / 4         | 0 / 3         | 0 / 3 | 1 / 4         | 0 / 4         | 0 / 1         | 3 / 42 |                |
| В/П в сезоне                 | 5-3   | 9-4           | 4-4           | 4-4           | 11-4  | 15-3          | 14-3          | 12-3          | 12-3  | 14-3          | 9-4           | 1-1           |        | 110-39         |
| Олимпийские игры             |       |               |               |               |       |               |               |               |       |               |               |               |        |                |
| Летняя олимпиада             | -     | Не проводился | Не проводился | Не проводился | 1/4   | Не проводился | Не проводился | Не проводился | П     | Не проводился | Не проводился | Не проводился | 1 / 2  | 7-1            |
| Итоговые турниры             |       |               |               |               |       |               |               |               |       |               |               |               |        |                |
| Финал тура WTA               | -     | -             | -             | -             | -     | Ф             | 1/4           | -             | П     | 1/2           | -             | -             | 1 / 4  | 5-3            |

| Турнир                       | 2009  | 2010  | 2011  | 2012  | 2017  | 2018  | 2019  | Итог   | В/П за карьеру |
| ---------------------------- | ----- | ----- | ----- | ----- | ----- | ----- | ----- | ------ | -------------- |
| Турниры Большого шлема       |       |       |       |       |       |       |       |        |                |
| Открытый чемпионат Австралии | -     | Ф     | -     | -     | -     | 1/2   | 1Р    | 0 / 3  | 6-3            |
| Открытый чемпионат Франции   | -     | 1Р    | 1/4   | -     | -     | -     | -     | 0 / 2  | 2-2            |
| Уимблдонский турнир          | 1Р    | 2Р    | 1Р    | 2Р    | 3Р    | 1/4   | -     | 0 / 6  | 4-6            |
| Открытый чемпионат США       | -     | -     | -     | П     | -     | -     | -     | 1 / 1  | 5-0            |
| Итог                         | 0 / 1 | 0 / 3 | 0 / 2 | 1 / 2 | 0 / 1 | 0 / 2 | 0 / 1 | 1 / 12 |                |
| В/П в сезоне                 | 0-1   | 3-3   | 2-2   | 6-1   | 1-1   | 5-1   | 0-1   |        | 17-10          |

## Награды
- Орден Дружбы (25 августа 2016 года) — за высокие спортивные достижения на Играх XXXI Олимпиады 2016 года в городе Рио-де-Жанейро (Бразилия), проявленные волю к победе и целеустремлённость[7].